# Port Royal (Schiff, 1994)
Die USS Port Royal (CG-73) ist ein ehemaliger Lenkwaffenkreuzer der United States Navy. Sie war das 27. und letzte in Dienst gestellte Schiff der Ticonderoga-Klasse.

## Geschichte

### Bau
Das Schiff wurde bei Ingalls Shipbuilding in Pascagoula, Mississippi gebaut. Die Schiffstaufe wurde von Susan G. Baker, Ehefrau von James Baker durchgeführt, der Name leitet sich von der Schlacht von Port Royal vor Port Royal, South Carolina ab.

### Einsätze
Der erste Einsatz führte die Port Royal mit der Kampfgruppe um die Nimitz ab 1995 in den Persischen Golf zur Unterstützung der Operation Southern Watch, später auch in die Formosastraße, nachdem China Raketentests vor der Küste Taiwans durchgeführt hatte.
Der nächste Einsatz 1997–1998 führte die Port Royal wiederum in den Golf, wo sie Southern Watch unterstützte.
Ab 2000 fuhr die Port Royal mit der Kampfgruppe um die John C. Stennis, wiederum in Unterstützung von Southern Watch. Nachdem ihre Backbordseite bei einer Kontrolle eines Frachtschiffes beschädigt worden ist, musste die Port Royal ins Trockendock, wo auch ihre Elektronik erneuert wurde.
Am. 17. November 2001 schloss sie sich wieder der von der John C. Stennis geführten Kampfgruppe an, mit der sie u. a. während der Entmachtung des Taliban-Regimes in Afghanistan im Arabischen Meer kreuzte und ihr als Geleitschutz diente. Sowohl 2003 als auch 2006 diente die Port Royal als Geleitschutz für die Peleliu, Ende 2007 dann zusammen mit der Tarawa. Auf dieser Fahrt befuhr die Port Royal Anfang 2008 in enger Formation mit Hopper und Ingraham die Straße von Hormus in internationalen Gewässern. Während der Durchfahrt wurden die drei Schiffe von fünf Schnellbooten der Iranischen Revolutionsgarde angesteuert, die in die Formation brachen, drohende Funknachrichten übermittelten und weiße Boxen unbekannten Inhalts vor der Ingraham im Wasser aussetzten. Der Vorfall dauerte 30 Minuten und wurde von US-Seite als „unnötig provokativ“ bezeichnet.

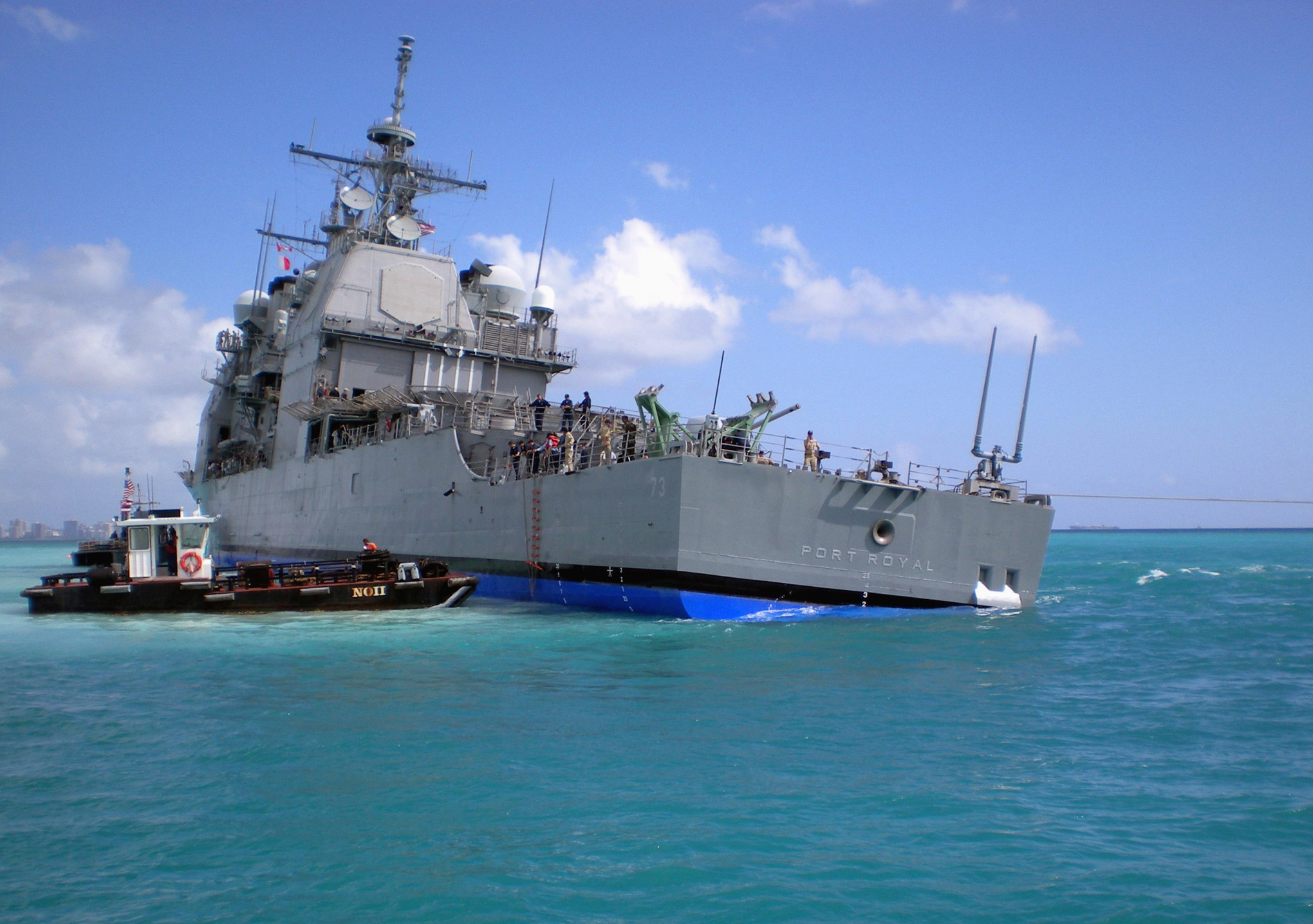
Die Port Royal liegt auf Grund

Im Sommer 2008 nahm die Port Royal an der Übung RIMPAC teil, im Anschluss lag das Schiff für eine Routineüberholung bis Anfang 2009 im Trockendock der Pearl Harbor Naval Shipyard. Am 5. Februar 2009, während ersten Testfahrten nach dem Werftaufenthalt, lief der Kreuzer rund 1,5 Meilen vor der Einfahrt nach Pearl Harbor auf Grund. An den folgenden drei Tagen versuchte die Navy jeweils zum Gezeitenhöchststand am frühen Morgen, die Port Royal von dem Korallenriff zu schleppen, was jedoch misslang. Erst am 9. Februar, nachdem Wassertanks des Kreuzers geleert und die Anker sowie Ankerketten entfernt wurden, konnten acht Schlepper die Port Royal frei- und nach Pearl Harbor schleppen. Nur Stunden später wurde der Kommandant der Port Royal abgelöst.
Der Kreuzer nahm bei der Grundberührung Schäden an beiden Propellern und dem Sonardom im Bug. Da die Port Royal lotrecht zu den Wellen auf dem Riff lag, rollten diese das Schiff über drei Tage. Dadurch wurden auch weitere Antriebselemente – von den Wellen über Getriebe zu den Turbinen – sowie die VLS-Zellen und Radargeräte am Mast beschädigt. Die Reparatur im Trockendock nahm sieben Monate in Anspruch, darauf folgten weitere Reparaturen und Tests an der Pier. Unter anderem musste der Sonardom komplett ersetzt sowie die Ruder und Propeller repariert werden. Die Gesamtprozedur kostete rund 40 Millionen Dollar. Zusätzlich musste die Navy 7 Millionen Dollar aufwenden, um Schäden am Riff zu beseitigen. Bereits Ende 2010 lag die Port Royal wieder in der Werft. Die Aufbauten des Kreuzers wiesen Risse auf, wie sie auch auf anderen Schiffen der Klasse aufgetaucht waren. Für die Reparatur hat die Navy einen Auftrag über 14 Millionen Dollar an BAE Systems vergeben.
Am 24. Juni 2011 verlegte die Port Royal erstmals seit dem Unfall wieder. Die Fahrt führte sie im Rahmen der National Missile Defense in den Westpazifik und weiter in den Nahen Osten.
Das Schiff sollte eigentlich am 31. März 2013 außer Dienst gestellt werden. Später entschied sich die Navy aber dagegen und behielt die Port Royal.
Die Port Royal wurde am 29. September 2022 in Pearl Harbor aus dem aktiven Dienst verabschiedet. Sie wurde am 30. September 2022 außer Dienst gestellt und aus der Flottenliste gestrichen.